# Psicometria (parapsicologia)
Psicometria (do grego psyké, alma e metron, medida, medição) é um termo cunhado pelo médico americano Joseph Rhodes Buchanan, em meados do século XIX (1849), para designar a faculdade extrassensorial que alguns poucos indivíduos possuem para extrair o conteúdo de algum objeto ou ambiente impressos fora de nossa realidade física. Metafisicamente falando, o indivíduo seria capaz de captar os eventos pregressos em que o objeto ou ambiente estiveram inseridos através de uma volição psíquica, na qual tudo o que está oculto para a maioria dos seres se descortina perante o indivíduo.
Para a Doutrina Espírita, essa capacidade de extrair do ambiente ou coisa a sua realidade ou conteúdo é uma rara faculdade mediúnica.
Em "Enigmas da Psicometria", o pesquisador psíquico italiano Ernesto Bozzano nos dá uma informação adicional importante: dentre as diversas pessoas que, ao longo do tempo, possam ter possuído ou manipulado um objeto do qual o médium colhe as impressões, este sentirá com mais força os conteúdos mais ativos e de maior apelo em relação a ele próprio. A este aspecto do fenômeno Bozzano chama de afinidade eletiva.
O médium com habilidade de psicometria mais rigorosamente submetido a investigação científica foi o engenheiro polonês Stefan Ossowiecki (1877-1944), sendo que o registro de tais investigações, que constam dos anais de sociedades de pesquisas psíquicas, está disponível ao público na reprodução comentada de obra recentemente publicada em inglês. 

## Estágio Atual no Mundo
Jeffrey Goodman, ele mesmo um médium psicômetra, relata em seu livro "Psychic Archaeology - Time Machine to the Past" não somente a experiência dele e de outros psicômetras em grandes achados arqueológicos, mas também qual o estágio atual do uso da psicometria na arqueologia em vários cantos do mundo. Ele afirma, por exemplo, que no Canadá a por ele chamada "arqueologia psíquica" conta com o respeito e o incentivo de arqueólogos de destaque, devido ao sucesso com que ela tem sido utilizada.

## Investigadores Psíquicos
A série "Investigadores Psíquicos", no Discovery Channel, aborda casos em que médiuns dotados de psicometria auxiliam com sucesso na investigação policial de casos criminais complexos em que as pistas materiais são escassas.